# Thamnophilus unicolor
A Thamnophilus unicolor a madarak osztályának verébalakúak (Passeriformes) rendjébe és a hangyászmadárfélék (Thamnophilidae) családjába tartozó faj.

## Rendszerezése
A fajt Philip Lutley Sclater angol ügyvéd és zoológus írta le 1859-ben, a Dysithamnus nembe Dysithamnus unicolor néven.

## Alfajai
- Thamnophilus unicolor grandior – (Hellmayr, 1924)
- Thamnophilus unicolor unicolor – (P. L. Sclater, 1859)
- Thamnophilus unicolor caudatus - (Carriker, 1933)

## Előfordulása
Az Andok hegységben, Kolumbia, Ecuador és Peru területén honos. Természetes élőhelyei a szubtrópusi vagy trópusi síkvidéki és hegyi esőerdők. Állandó, nem vonuló faj.

## Megjelenése
Testhossza 16 centiméter, testtömege 20–24 gramm. A hím tollazata sötétebb indigó színű. A tojó arca indigó színű, máshol barna, szárnyán kisebb fekete foltok találhatóak.
|  |  |

## Életmódja
Elsősorban rovarokkal és más ízeltlábúakkal táplálkozik, de fogyaszt magvakat is.

## Természetvédelmi helyzete
Az elterjedési területe rendkívül nagy, egyedszáma ugyan csökken, de még nem éri el a kritikus szintet. A Természetvédelmi Világszövetség Vörös listáján nem fenyegetett fajként szerepel.